# Ficus jaheriana
Ficus jaheriana är en mullbärsväxtart som beskrevs av Edred John Henry Corner. Ficus jaheriana ingår i släktet fikonsläktet, och familjen mullbärsväxter. Inga underarter finns listade i Catalogue of Life.